# 小田村 (広島県)
小田村（おだむら）は、広島県高田郡にあった村。現在の安芸高田市の一部にあたる。

## 地理
- 河川：戸島川、大土川[1]

## 歴史
- 1889年（明治22年）4月1日、町村制の施行により、高田郡高田原村、下小原村、上小原村が合併して村制施行し、小田村が発足[1][2]。
- 1956年（昭和31年）4月1日、高田郡甲立町と合併し、甲田町を新設して廃止された[1][2]。

## 産業
- 農業、ナシ栽培[1]

## 交通

### 鉄道
- 1915年（大正4年）芸備鉄道（現芸備線）甲立駅、吉田口駅開設[1]。